# Colui che deve morire
Colui che deve morire (Celui qui doit mourir) è un film del 1957 diretto da Jules Dassin.

## Trama
Asia Minore 1921. La popolazione greca vive sotto il dominio turco ma il piccolo villaggio di Lykovrissi sembra essere un'oasi di pace. Il pope Grigoris sta organizzando la festa della Passione ed ha già scelto il pastore Molinos e la bella vedova Katerina per i ruoli di Gesù e Maria Maddalena. Durante i preparativi un gruppo di persone in fuga da un altro villaggio devastato dai turchi arriva e mentre le autorità vorrebbero respingerle per timore di una rappresaglia, Molinos, Katerina e alcuni loro compagni portano loro soccorso e cibarie. Molinos però riceve una coltellata da Panayotaros, il quale dovrebbe interpretare Giuda, e muore tra le braccia di Katerina pagando con la vita il coraggio e l'umanità dimostrata.